# 小川東
小川東（おがわひがし）は、東京都あきる野市の町名。現行行政地名は小川東一丁目から小川東三丁目。住居表示未実施区域。

## 地理
あきる野市の南東端に所在し、西に小川、北西に二宮、北に二宮東、東に福生市熊川、南西に八王子市高月町と接している。

### 河川
- 多摩川
- 秋川

### 地価
住宅地の地価は、2025年（令和7年）1月1日の公示地価によれば、小川東1丁目13番5の地点で10万2000円/m2となっている。

## 世帯数と人口
2025年（令和7年）6月30日現在（あきる野市発表）の世帯数と人口は以下の通りである。
| 丁目         | 世帯数  | 人口    |
| ------------ | ------- | ------- |
| 小川東一丁目 | 484世帯 | 948人   |
| 小川東二丁目 | 275世帯 | 568人   |
| 小川東三丁目 | 84世帯  | 147人   |
| 計           | 843世帯 | 1,663人 |

### 人口の変遷
国勢調査による人口の推移。
| 年                 | 人口  |
| ------------------ | ----- |
| 1995年（平成7年）  | 1,638 |
| 2000年（平成12年） | 1,642 |
| 2005年（平成17年） | 1,561 |
| 2010年（平成22年） | 1,721 |
| 2015年（平成27年） | 1,707 |
| 2020年（令和2年）  | 1,657 |

### 世帯数の変遷
国勢調査による世帯数の推移。
| 年                 | 世帯数 |
| ------------------ | ------ |
| 1995年（平成7年）  | 537    |
| 2000年（平成12年） | 570    |
| 2005年（平成17年） | 572    |
| 2010年（平成22年） | 658    |
| 2015年（平成27年） | 686    |
| 2020年（令和2年）  | 701    |

## 学区
市立小・中学校に通う場合、学区は以下の通りとなる（2025年4月時点）。
- 区域 : 一丁目〜三丁目　各全域
  - 小学校 : あきる野市立屋城小学校
  - 中学校 : あきる野市立東中学校

## 交通

### 道路
- 東京都道7号杉並あきる野線

## 事業所
2021年（令和3年）現在の経済センサス調査による事業所数と従業員数は以下の通りである。
| 丁目         | 事業所数 | 従業員数 |
| ------------ | -------- | -------- |
| 小川東一丁目 | 48事業所 | 630人    |
| 小川東二丁目 | 17事業所 | 168人    |
| 小川東三丁目 | 12事業所 | 88人     |
| 計           | 77事業所 | 886人    |

### 事業者数の変遷
経済センサスによる事業所数の推移。
| 年                 | 事業者数 |
| ------------------ | -------- |
| 2016年（平成28年） | 84       |
| 2021年（令和3年）  | 77       |

### 従業員数の変遷
経済センサスによる従業員数の推移。
| 年                 | 従業員数 |
| ------------------ | -------- |
| 2016年（平成28年） | 842      |
| 2021年（令和3年）  | 886      |

## 施設
- 法林寺
- ほうりんじ幼稚園
- 業務スーパー あきる野東店[15]
- ドラッグセイムス あきる野東店[16]

## その他

### 日本郵便
- 郵便番号 : 197-0822[3]（集配局 : あきる野郵便局[17]）。